# Federació Valenciana d'Estudiants
La Federació Valenciana d'Estudiants (FAAVEM) és una organització d'estudiants del País Valencià que fou fundada l'any 1987, fruit de les reivindicacions estudiantils del curs 1986/1987 i després de l'aprovació del Decret d'Associacions d'Alumnat de la Generalitat Valenciana. La federació manca d'ideologies polítiques.
L'organització considera com un dels objectius més importants el millorar el sistema educatiu des d'una perspectiva en què el voluntariat, la participació, la diversitat i la lluita contra qualsevol tipus de discriminació o marginació siguin punts clau.
L'organització va ser fundada com a Federació Valenciana d'Associacions d'Alumnes d'Ensenyament Mitjà al 1987. D'entre les persones que han passat per l'organització destaca Jorge Alarte, que va ser secretari general de FAAVEM el 1991 i, posteriorment seria alcalde d'Alaquàs i candidat del PSPV a la presidència de la Generalitat Valenciana el 2011. Al 2007, la seua Assemblea Federal va decidir modificar la denominació de l'organització a Federació Valenciana d'Estudiants. A l'any 2012 l'organització convocà una manifestació estudiantil en el marc de la Primavera Valenciana, que degut a les actuacions policials va deixar deu detinguts, d'entre ells Albert Ordóñez, president llavors de la federació. Albert Ordóñez deixaria la presidència de FAAVEM al novembre de 2012.